# Einsiedl (Gemeinde Zelking-Matzleinsdorf)
Einsiedl (früher auch Ainsiedeln) ist eine Ortschaft in der Gemeinde Zelking-Matzleinsdorf im Bezirk Melk in Niederösterreich.

## Geografie
Die Ortslage westlich von Zelking am Übergang nach Pöchlarn besteht aus zwei Gehöften und umfasst 8 Einwohner. (Stand 1. Jänner 2024) Die Landesstraße L5331 führt im Norden am Ort vorüber.

## Geschichte
Laut Katasterbild wurde der Ort mit zwei Urlehen angelegt. Möglicherweise deutet der Name Einsiedl auf ein ursprünglich sehr großes Lehen hin, vielleicht ein Doppellehen, das kurz nach der Vergabe in zwei Lehen umgewandelt wurde. Im Mittelalter bestanden hier mindestens drei, wahrscheinlich aber vier Höfe, die alle gleich hohe Abgaben an das Stift Seitenstetten zu entrichten hatten. Das deutet darauf hin, dass es keine Meierhöfe waren, sondern mittelgroße Bauernlehen. Im Jahr 1822 wurde der Ort als Dorf mit zwei Häusern genannt, das nach Zelking eingepfarrt war, wohin auch die Kinder eingeschult wurden. Die Herrschaft Zelking besaß die Ortsobrigkeit, übte die Landgerichtsbarkeit aus und besorgte die Konskription. Die Untertanen und Grundholde des Ortes gehörten der Herrschaft Seitenstetten. Auch Schweickhardt beschreibt den Ort mit zwei Häusern und vier Familien, die als gut bestiftete Bauern Feldbau, Viehzucht und Obstbau betreiben. Laut Adressbuch von Österreich waren im Jahr 1938 in Einsiedl zwei Landwirte mit Direktvertrieb ansässig.